# Marcela Martiníková
Marcela Martiníková, nebo také Marcela Krobová (31. října 1940 Opava – 18. července 2024 Praha), byla česká tanečnice, choreografka, baletní mistryně a pedagožka. Jejím prvním manželem byl herec František Husák a druhým manželem se stal tanečník Ivan Krob.

## Život
Tato opavská rodačka začala už ve dvanácti se učit baletu ve škole Borise Slováka při divadle v Opavě. Právě na doporučení Borise Slováka odchází v roce 1954 studovat na taneční oddělení Konzervatoře Praha. Po dostudování v roce 1958 byla angažována v baletu Státního divadla v Ostravě, kde už záhy dostávala od Emericha Gabzdyla velké role. V roce 1961 přichází do Státního divadla Ostrava jako druhý choreograf Pavel Šmok a toto setkáním s Pavlem Šmokem se pro ní stal osudným. V roce 1964 odchází do souboru (Studio) Balet Praha vytvořeným Vladimírem Vašutem, Lubošem Ogounem a právě Pavlem Šmokem.
Když se v roce 1970 se stává Pavel Šmok šéfem baletu v divadle v Basileji, chce Luboš Ogoun aby v Baletu Praha pokračovali, ale bylo už pozdě, a tak Balet Praha zaniká a Marcela Martiníková odchází s Pavlem Šmokem do Basileji. Zde tančila a také i během svého těhotenství asistovala Šmokovi do roku 1972, kdy spolu se svým manželem Ivanem Krobem se rozhodli vrátit zpět do Prahy a získávají angažmá v Národním divadle.
Díky své všestranně vyspělé technice tančila řadu lyrické role, například Vévodkyni v Doktoru Faustovi, Felicianu ve Florelle, Dívku ve Freskách, Sněti a v Podivuhodném mandarínovi, Svědomí v Hirošimě, Stellu v Hoffmannových povídkách, Kateřinu v Kamenném kvítku, Matku-Milenku-Inspiraci-Smrt v Listech důvěrných, Mášenka v Louskáčkovi, Dorotku v Ondrášovi, Desdemona v Othellovi, Ženu ve Svěcení jara, Carabosse v Šípkové Růžence, Lilith ve Věčných písních a titulní roli v Carmen.
Po aktivní kariéře baleríny předávala své profesionální znalosti jako pedagožka dalším baletním generacím v Národním divadle, kde byla ve funkci baletní mistryně a asistentky choreografie do roku 1988 a v Laterně magice jako taneční pedagog mezi léty 1985 až 1988. Za svou práci obdržela za rok 2016 Cenu Thálie za celoživotní mistrovství v kategorii balet a pantomima a jiný tanečně dramatický žánr. Dne 28. června 2018 převzala na Staroměstské radnici Čestné občanství Prahy 1.

## Ocenění
- 2016 Cena Thálie za celoživotní taneční mistrovství
- 2018 Čestné občanství Prahy 1